# Лексико-семантичний спосіб словотворення
Ле́ксико-семанти́чний спо́сіб словотво́рення, або ле́ксико-семанти́чний словотві́р, — неморфологічний спосіб словотворення, що полягає в семантичному розщепленні багатозначного слова з подальшим поступовим утворенням омонімів. Наприклад, унаслідок розщеплення полісемантичного слова поганка утворилося два омоніміми: 1) поганка як нехристиянка; 2) поганка як неїстівний отруйний гриб. Ці дві лексеми вже не сприймаються теперішніми мовцями як пов'язані між собою. У процесі лексико-семантичного словотворення відбувається змінювання лексичного значення твірного слова. Зовнішня ж форма слова зберігається. Вона не зазнає змін на формальному рівні. Лексико-семантичний спосіб належить до діахронічних способів словотворення. Лексико-семантичним способом утворюються здебільшого іменники.